# 元和体
元和體，狹義而言，指的是唐代憲宗元和年間，元稹與白居易所創的元白體，廣義而言，指的是元稹、白居易、韓愈、樊宗師、張籍、孟郊等人的文風。
李肇《唐國史補》卷下：「元和以後，為文筆則學奇詭於韓愈，學苦澀於樊宗師；歌行則學流盪於張籍；詩章則學矯激於孟郊，學淺切於白居易，學淫靡於元稹，俱名為元和體。」